# Eugen Hinckel
Eugen Christian Hinckel (* 6. Februar 1882 in Dillenburg; † November 1962) war ein deutscher Bankkaufmann.

## Werdegang
Hinckel wurde als Sohn des Uhrenmachers und Juweliers Ernst Hinckel geboren. Nach Abitur und Universitätsstudium absolvierte er bei der Deutschen Effecten- und Wechsel-Bank eine Banklehre. Er war Reichsbankdirektor in Freiburg und von 1947 bis 1952 Präsident des Landeszentralbank von Baden, danach Vorsitzender des Landesausschusses Baden-Württemberg der Rhein-Main-Bank.
Daneben war er Vorstandsmitglied der Aluminium GmbH in Rheinfelden und der Aluminium Walzwerke Singen GmbH.

## Ehrungen
- 1953: Großes Verdienstkreuz der Bundesrepublik Deutschland